# Brieven met buitenlandse postzegels
Brieven met buitenlandse postzegels is een toneelstuk van Ilja Soergoetsjev van rond 1920. Het werd in december 1923 in een serie van vijf voorstellingen gebracht in het Nationaltheatret in Oslo. Nina Arkina vertaalde het origineel Russische stuk naar het Noors en bracht het onder de titel Brevene med de utenlandske frimerker. Er zijn rollen weggelegd voor de Generaal, de 25-jarige Sonja, Jegor (bediende), Brotzji (grondbezitter), Terentji (tuinman), Madja (kamermeisje) en een jongeman. 
Tijdens die voorstellingen die onder leiding stonden van Bjørn Bjørnson, leidde de Noorse componist en dirigent Johan Halvorsen zijn theaterorkest in enige muziek:
- Tsjernikov: een prelude
- Max Bruch: Kol Nidrei
- Pjotr Iljitsj Tsjaikovski: een nocturne uit zijn Zes stukken voor piano opus 19 uit 1870

Tsjernikov was een pseudoniem van Halvorsen. De muziek, waarschijnlijk voor orkest, is verloren gegaan. Zowel de toneelschrijver, het toneelstuk als de prelude zijn inmiddels vergeten. 